# 간츠펠트 효과
간츠펠트 효과(Ganzfeld Effect)는 정형화되지 않은 자극에 노출되어 만들어진 지각 현상이다. 환청, 환상을 뇌에서 발생시키며 이는 이후의 감각이 상실되지 않게 하기 위함이다.
이 효과는 누락된 시각 신호를 찾기 위해 뇌가 신경 잡음을 증폭시킨 결과이다. 잡음은 상위 시각 피질에서 해석되어 환각을 일으킨다.
미분화되고 균일한 색면을 응시함으로써 시각으로 가장 많이 연구되어 왔다. 시각 효과는 뇌가 눈에서 나오는 변하지 않는 신호를 차단함에 따라 시력이 상실되는 것으로 설명된다. 그 결과는 "검은 색을 보는 것"이며, 이는 명백한 실명 감각이다. 깜박이는 간츠펠트는 기하학적 패턴과 색상을 나타나게 하며 이것이 마인드 머신과 드림 머신의 작동 원리이다.
다양한 의미의 간츠펠트 유도를 다중 모드 간츠펠트(multimodal ganzfeld)라고 한다. 이는 일반적으로 균일한 자극을 주는 헤드폰 외에 간츠펠트 고글을 착용하여 수행된다.
관련 효과는 감각 박탈이지만, 이 경우 자극은 구조화되지 않고 최소화된다. 장기간의 감각 박탈 시 나타나는 환각은 빛나는 간츠펠트로 인한 기본 지각과 유사하며 빛의 섬광이나 색상에 대한 일시적인 감각을 포함한다. 감각 박탈로 인한 환각은 간츠펠트에 의한 환각처럼 복잡한 장면으로 바뀔 수 있다.
찰스 호론튼(Charles Honorton)과 함께 윌리엄 G, 브로드(William G. Braud)는 초심리학적 사용을 위해 간츠펠트 절차를 최초로 수정했다. 이 효과는 초심리학 분야에서 사용되는 기술인 간츠펠트 실험의 구성 요소이다.

## 같이 보기
- 샤를 보네 증후군
- 감각 차단 탱크
- 제임스 터렐